# 정 (용기)

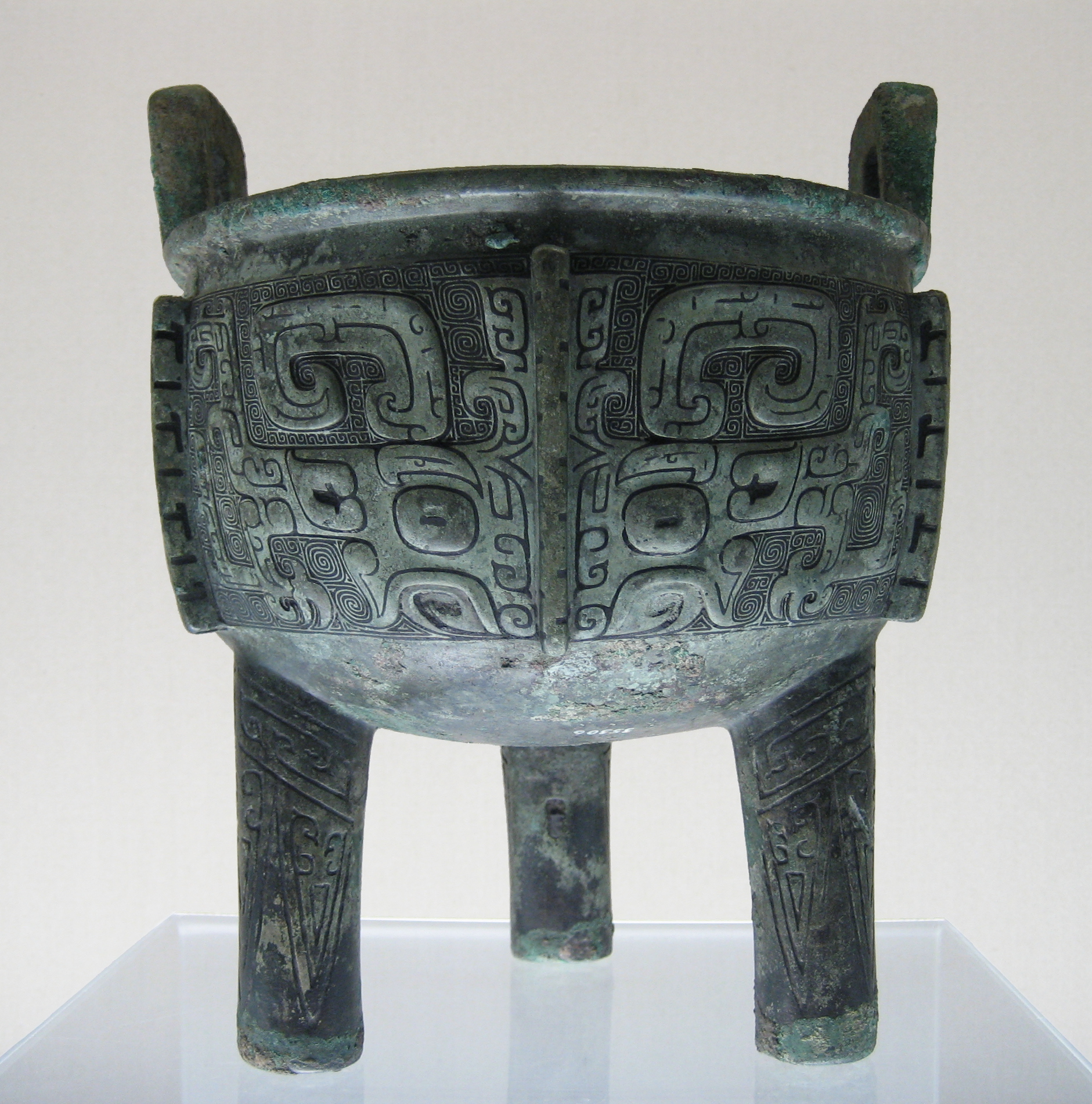
유정(劉鼎)

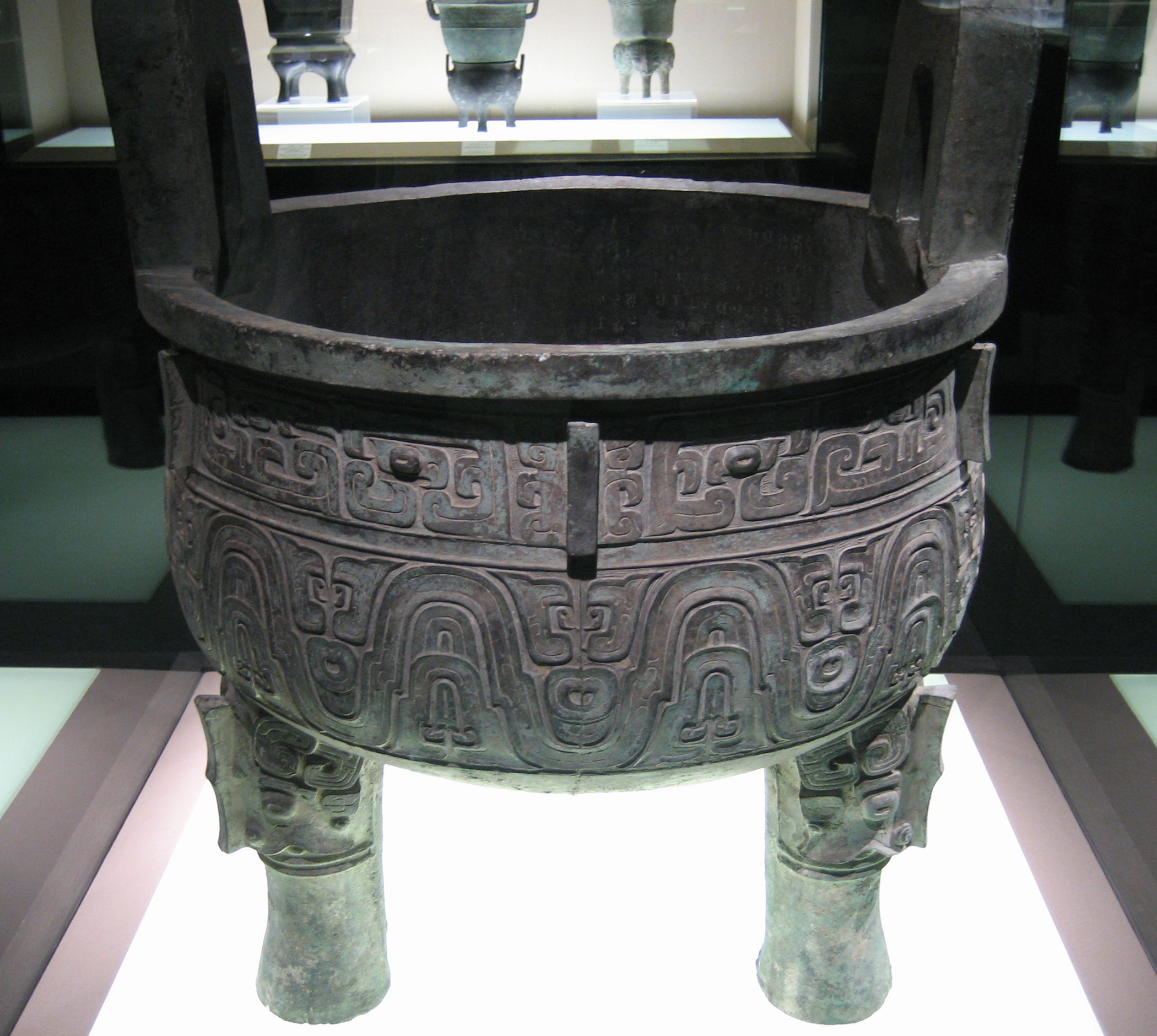
대극정(大克鼎)

정(鼎,또는 tripod)은 고대의 기물의 일종이다. 토기, 혹은 청동기이며 고대 그리스 신탁이나 중국의 룽산 문화기에 등장해 한대까지 이용되었다.

## 중국의 정(鼎)
통상 냄비형의 동체에 속은 비어있고 세 개의 다리를 가지고 있으며 청동기의 경우에는 가로대를 끼우거나 갈고리를 걸어 옮기기 위한 귀가 2개가 붙어 1대를 이루었다.  상대 중기부터 서주대 전기에 걸쳐 방정(方鼎)이라는 상형의 동체에 4개의 발이 붙은 것이 출현했다. 상대, 주대의 청동기 정에는 보통 도철문(文) 등의 세세한 장식의 문이 새겨져 있다.
정은 원래 고기, 물고기, 곡물을 취사하는 토기로서 출현했지만, 동시에 종묘에 조상신을 모실 때 제물을 익히기 위해서 사용되었기 때문에 예기로서의 지위를 가지게 되었고 정교하게 만들어진 청동기 정은 국가의 군주나 대신 등의 권력의 상징으로서 이용되었다.

### 격(鬲)
격(鬲)은 고대 중국에서 사용하던, 발이 바깥쪽으로 굽어서 벌어진 세 발 달린 솥이다.

## 그리스의 트라이포드
|                                                                    |                                                          |
| 델포이 신탁의 트라이포드를 놓고 다투는 아폴론(좌)과 헤라클레스(우) | 동전 양면의 아폴론과 델포이 신탁 트라이포드 (BC 330~300) |

고대 그리스에서는 정(트라이포드)을 오라클 신탁에 예언을 위한 제기(祭器)로 사용하였다.
종종 승리를 기념하는 기념물이나 신들에게 경의를 표하는 신물로도 이용되었다.

## 현대
현대에 정이 조리에 이용되는 일은 없지만 민어에서는 확 등, 냄비 전반을 지금도 '정(鼎)'이라고 부르고 있다.